# Léopold Michel Cadière
Léopold Michel Cadière (1869-1955) là một linh mục, nhà truyền giáo thuộc Hội Thừa sai Paris tại Việt Nam. Tuy nhiên, ông được biết nhiều hơn với tư cách một nhà sử học, ngôn ngữ học, văn hóa học, nhân loại học và dân tộc học.

## Thân thế và bước đầu tu tập
Ông sinh ngày 14 tháng 2 năm 1869, tại Aix-en-Provence, hạt Bouches-du-Rhône, miền Nam nước Pháp, trong một gia đình trại chủ. Thuở nhỏ, ông theo học tại địa phương từ tiểu học, lên trung học, rồi gia nhập Tiểu Chủng viện, sau đó là Đại Chủng viện Địa phận Aix vào ngày 21 tháng 12 năm 1888.
Trong thời gian tu tập, ngày 6 tháng 6 năm 1890, ông gia nhập Chủng viện Hội Thừa Sai Paris (M.E.P). Hai năm sau, ông thụ phong chức linh mục vào ngày 24 tháng 9 năm 1892. Chưa đầy một tháng sau, ông rời quê hương để thực hiện sứ vụ truyền giáo tại Đông Dương.

## Cuộc đời truyền đạo

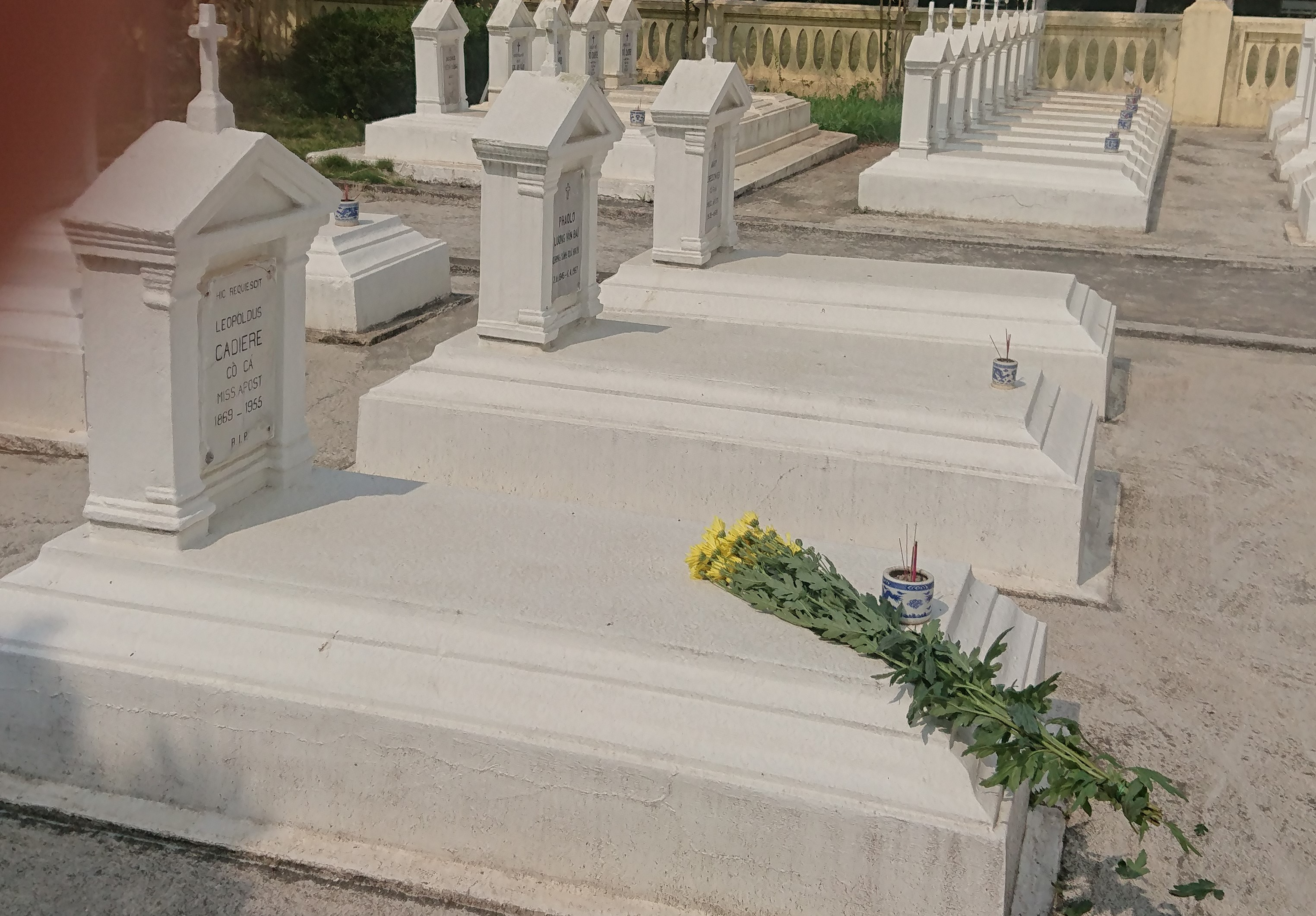
Phần mộ Linh mục Léopold Michel Cadière tại Đại chủng viện Huế.

Ông đến Huế ngày 20 tháng 10 năm 1892 và hội kiến với Giám mục Marie Antoine Louis Caspar (tên Việt là Lộc), giám quản tông tòa Giáo phận Huế. Từ năm 1892 đến 1894, ông được bổ nhiệm làm giáo sư tại Tiểu chủng viện An Ninh (thuộc địa phận tỉnh Quảng Trị ngày nay) cách Huế 100 km về phía bắc, sau đó ông trở về Đại chủng viện Huế. Tháng 10 năm 1895, ông được chuyển làm Chánh xứ Tam Tòa - một giáo xứ ở Quảng Bình. Tại đây, ông đã thực hiện một đề tài nghiên cứu mà sau đó được Viện Khoa học Pháp tặng thưởng vào năm 1903.
Ông qua đời tại Huế ngày 6 tháng 7 năm 1955 và được an táng tại nghĩa trang Phú Xuân và nay nằm trong khuôn viên Đại Chủng viện Huế.

## Một người Pháp yêu Việt Nam

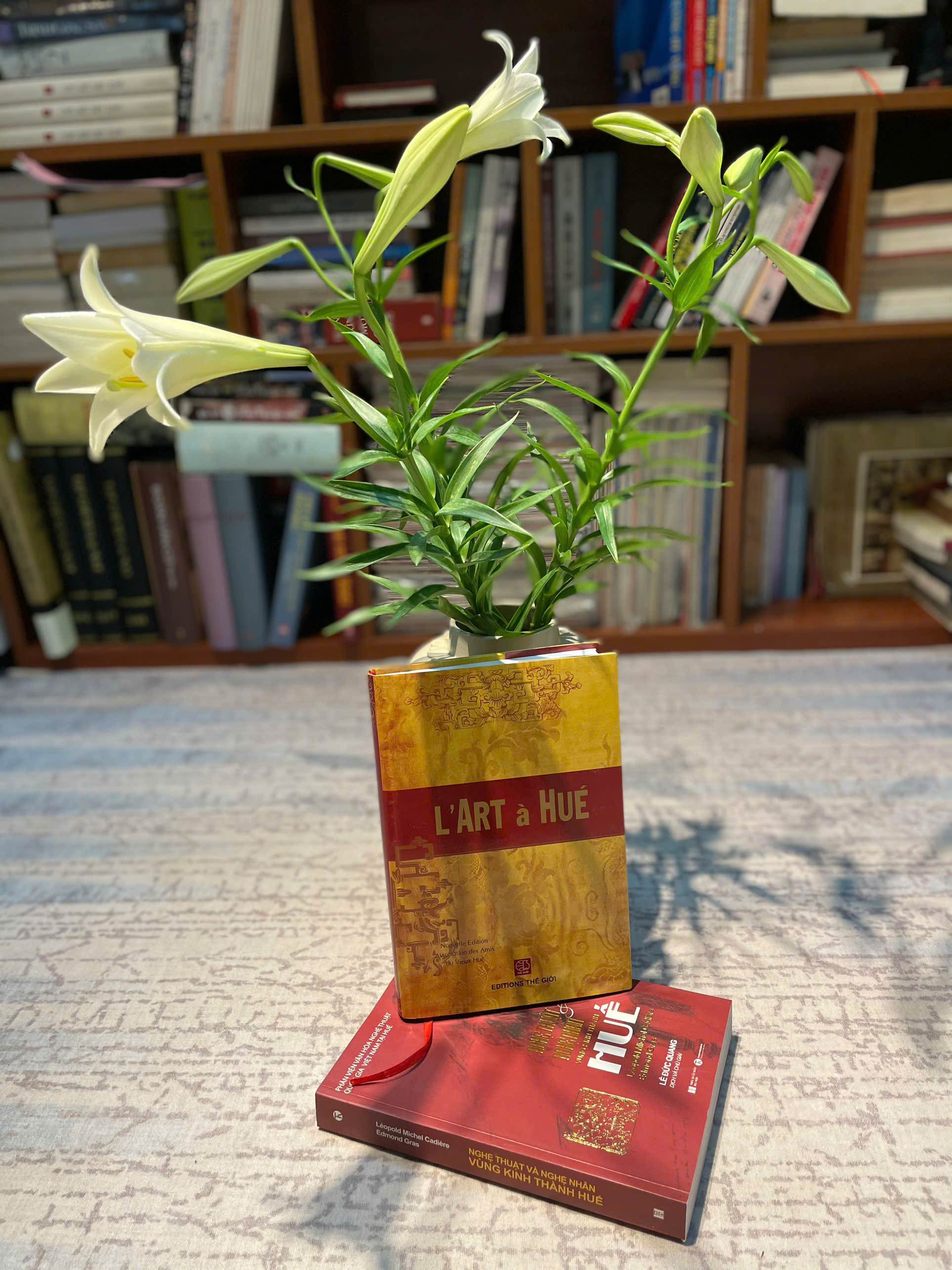
Ấn bản L' Art à Hué - Nghệ thuật Huế của Léopold Cadière.

Sau này ông đã có 250 công trình nghiên cứu quan trọng về văn hóa, tín ngưỡng và dân tộc học, ngôn ngữ, lịch sử, tôn giáo Việt Nam. Ông là một trong những người đặt nền móng cho ngành nghiên cứu Việt Nam đầu thế kỷ 20.